# هنتای
هِنتای (ژاپنی: 変態 یا へんたい هپبورن: Hentai)() نام لغتی به زبان ژاپنی است که در ژاپن به معنای «منحرف یا منحرفانه» است. در فرهنگ مردمی ژاپنی، هنتای دارای بار منفی است و در زبان عامیانه به معنای «هیزی جنسی» یا «منحرف» است. در کشورهای غربی، کلمه هنتای، اصطلاحی است که به داستان‌های مصور پورنوگرافی و انیمیشن‌های مخصوص بزرگسالان و به‌ویژه انیمه و مانگا ژاپنی، مخصوص بزرگسالان گفته می‌شود. خرید، فروش یا تماشای هنتای برای افراد زیر هیجده سال در ژاپن و کشورهای شرقی ممنوع است.

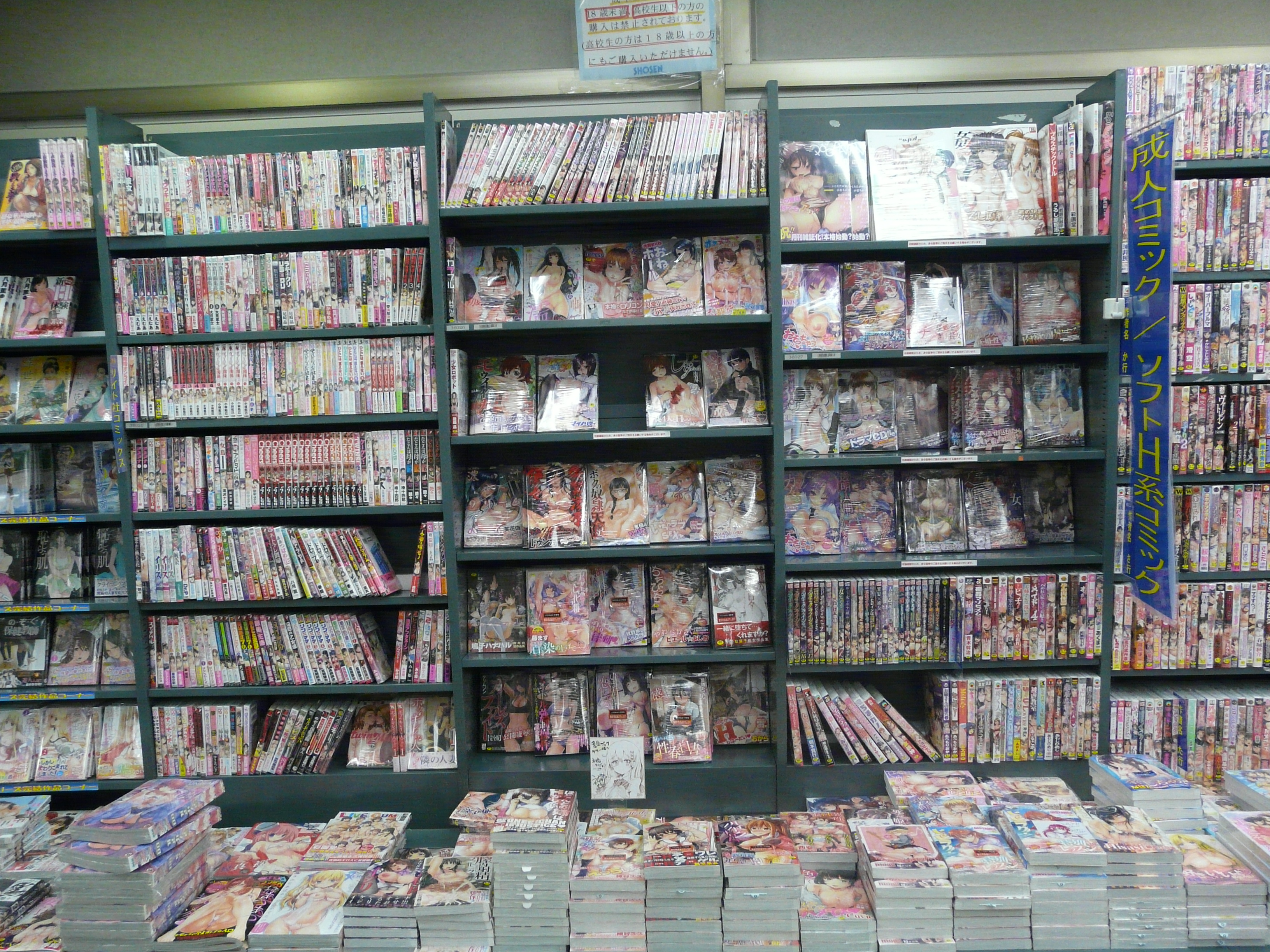
طیف گسترده‌ای از کالاهای هنتای که معمولاً در فروشگاه‌های تخصصی ژاپن فروخته می‌شود.

انیمه و مانگاهای هنتای اجازه می‌دهند تا عنصر میل جنسی و قدرت تخیل که از لحاظ طبیعی و اجتماعی غیرقابل به تصویر کشیده شدن باشند، بدینگونه تولید شوند. این عناصر می‌توانند از حالات غیرمعمول آمیزشی تا سناریوهای غیرعادی  از لحاظ ظرفیت اجتماعی را در بر بگیرد. به‌طور مثال می‌توان انیمه هایی را که در سبک هنتای تولید می‌شوند و دارای مضامینی همچون  خودارضایی، رابطه جنسی، و یوری (آمیزش دختران)شاخکدار ، فوتاناری را نام برد. البته ژانر های هنتای نیز. زنا با محرام ، خشنوت خانگی ، خشونت جنسی. را دارا می‌باشند اما در بسیاری از کشور ها و ادیان این نوع ژانر ها نیز حتی در تخیلات نیز نهی شده و استفاده از آن نیاز به دقت جدی است .

## دسته‌بندی سبک هنتای

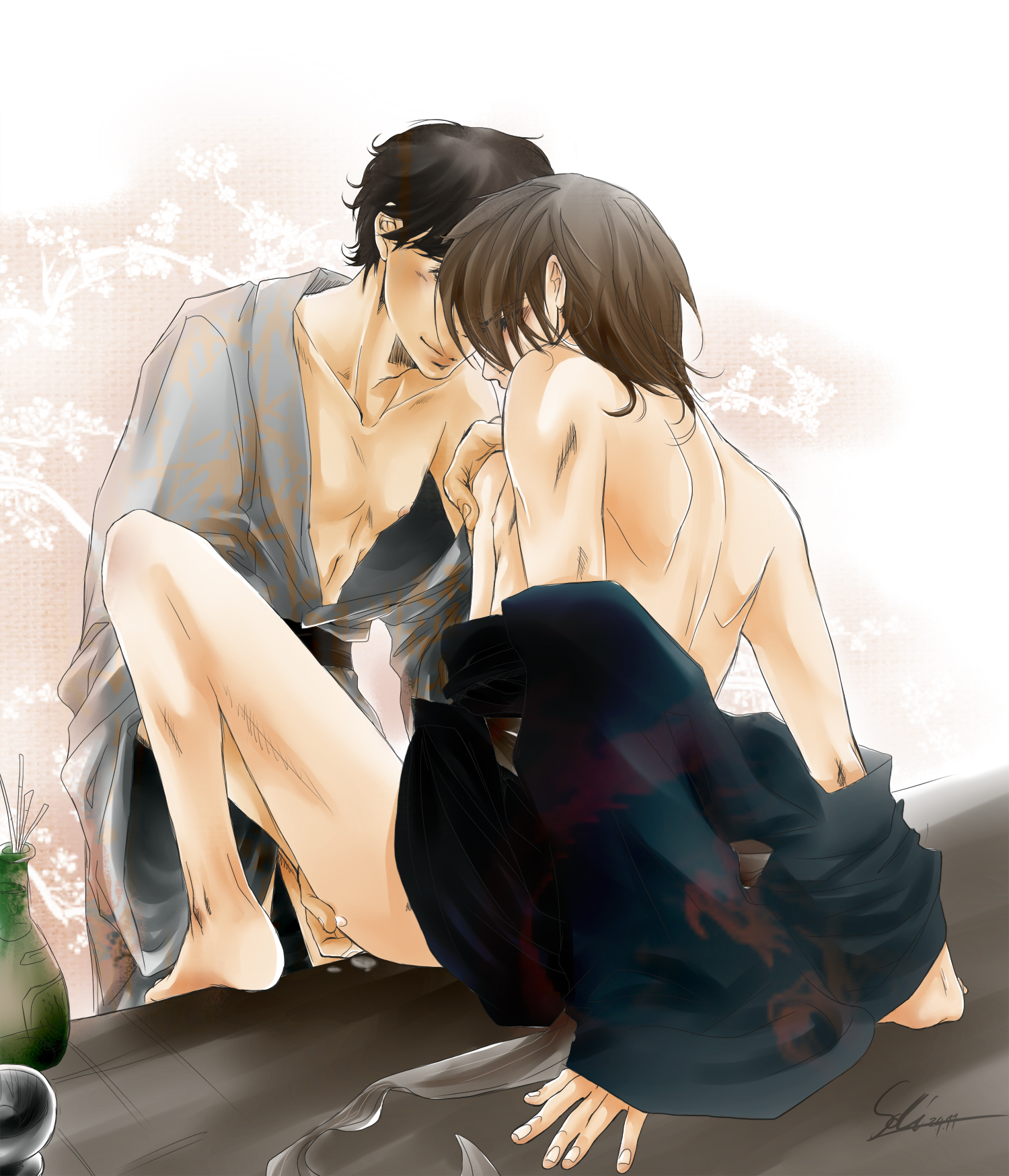
نمونه‌ای از ژانر یائویی (عشق پسرانه)

سبک هنتای را می‌توان به دو دسته اصلی تقسیم کرد. کارهایی که اصطلاحاً «هِت» خوانده می‌شوند و عاری از مضامین همجنسگرایانه است و دیگر دسته اصلی، که بیشتر شامل کارهایی با مضامین همجنس‌گرایی است. گروه دوم را هم می‌توان به دو زیرگروه یائویی و یوری تقسیم کرد. در سبک هنتای، یائوی به همجنس‌گرایی مردانه و یوری به همجنس‌گرایی زنانه اطلاق می‌شود.
یائوی اغلب مردان را به شکل جنسی مبهم، چه در بُعد فیزیکی و چه در بُعد سبک خاص نویسنده که در اصطلاح بی‌شونن گفته می‌شود، اطلاق می‌شود. «بی‌شونن» در ژاپنی به معنای «پسر خوشگل» است. برخی کارها در رده یائوی شامل «بی‌سینن» هستند که به معنای «مرد زیبا» هستند و در آن‌ها شخصیت اصلی به صورت مردی با فیزیک بدنی مردانه و قوی را شامل می‌شوند.
این سبک با «شونن-آی» که به معنای «عشق پسرانه» است، فرق می‌کند. در سبک شونن-آی، دو مرد (و یا پسر) به یکدیگر ابراز علاقه و عشق می‌کنند، اما این ابراز علاقه، شامل آمیزش جنسی میان آن دو نمی‌شود. زن‌هایی که از سبک یائوی لذت می‌برند، در اصطلاح ژاپنی فوجوشی به معنای «دختران فاسد» نامیده می‌شوند.

نمونه ای از ژانر یوری (عشق دخترانه)

یوری بسیار شبیه سبک یائوی است. تنها فرق مهم یوری تمرکز داستان بر شخصیت‌های زن همجنسگرا به جای مردان است. در سبک یوری، زنان و اندام‌های آنان، بسیار غیرواقعی و با بزرگنمایی بیشتری نسبت به مردان در سبک یائویی، تولید می‌شوند. شخصیت‌های زن در سبک یوری، «بی‌شوجو» نامیده می‌شوند که اصطلاحاً به معنای «دختران زیبا» است. به دو زن (یا دختری) که به یکدیگر ابراز علاقه و عشق کنند، «شوجو-آی» گفته می‌شود که به معنای «عشقِ دختر» است.
حوزه سبک هنتای شامل تمامی آرزوهای جنسی متعادل و نامتعادل و تابو می‌شود که می‌توان از آن جمله به این موارد اشاره کرد:
- تحریف اندام جنسی زنانه همچون پستان‌های بزرگ، که در اصطلاح هنتای «ترکاندن سینه» یا «باکونیو» خوانده می‌شود.
- بی‌دی‌اس‌ام، که شامل قدرت‌طلبی جنسی با استفاده از طناب، ابزار خاص و انواع آلت مصنوعی می‌شوند. موضوعات می‌توانند شامل به قدرت رسیدن جنسی یک شخصیت، محدودیت یا تسلیم به فشار جنسی باشند.
- شکنجه‌های مرتبط با پستان و به اسارت گرفتن پستان‌ها به وسیله طناب یا بند به دورشان.
- بوکاکی، که نوعی عمل جنسی و به روش سکس گروهی است. بدین صورت که عده‌ای از مردان به نوبت روی یک مفعول زن انزال می‌کنند و منی خود را بر روی تمامی صورت و بدن وی می‌ریزند. در اتمام کار، دریافت کنندهٔ منی اغلب آب منی را می‌نوشد.
- تحریف اندام جنسی مردانه همچون بزرگنمایی آلت مردانه به اندازه‌های کاملاً غیرطبیعی.
- ناشناخت‌گرایی الهیاتی
- اچی، که مرکز تمرکز آن، برهنگی بخشی از بدن، به جای تنها آمیزش جنسی است.
- فوتاناری، که به کشیدن تصویر زنان با آلت مردی می‌پردازد.
- گورو، که تمرکز آن بر صحنه‌های خیالی قطع و نقص عضو استوار است.
- زنا با محارم میان اعضای خانواده.
- کونگو، که در آن زنان انواع شکنجه‌های شدید و خشن جنسی را تحمل می‌کنند.
- لولیکون، که اشاره‌ای است به اثر ولادیمیر نابوکوف به نام «لولیتا» که در آن مردان به دختربچه‌های زیر سن قانونی، دارای تمایل شدید جنسی می‌شوند.
- زنان در وضعیت بارداری.
- شیر گرفتن از پستان زنان به صورتی شهوانی.
- علمی–تخیلی، آرمانگرایانه و ترسناک.
- شوتاکون، که به کشیدن تصویر پسران نوجوان در حال انجام آمیزش جنسی می‌پردازد. حالت غیرهمجنسگرایانه آن هم کشیدن تصویر آمیزش جنسی میان یک پسر جوان با زنی مسن‌تر از جنس مخالف است که در اصطلاح به آن شوتای مستقیم گفته می‌شود.
- شهوت‌نگاره شاخک‌دار، که شامل تصاویری از تجاوز جنسی موجودات هیولاوار به دختران جوان و در موارد معدودی، پسران می‌شود.
- «حارم»، که در آن تعدادی زن یا دختر (بیش از یک نفر) حضور دارند و معمولاً چندین زن با یک مرد ارتباط جنسی دارند. منَشأ کلمه «حارم» کلمه «حرم» در زبان عربی و برگرفته از «حرم‌سرا» است.